# Pericana

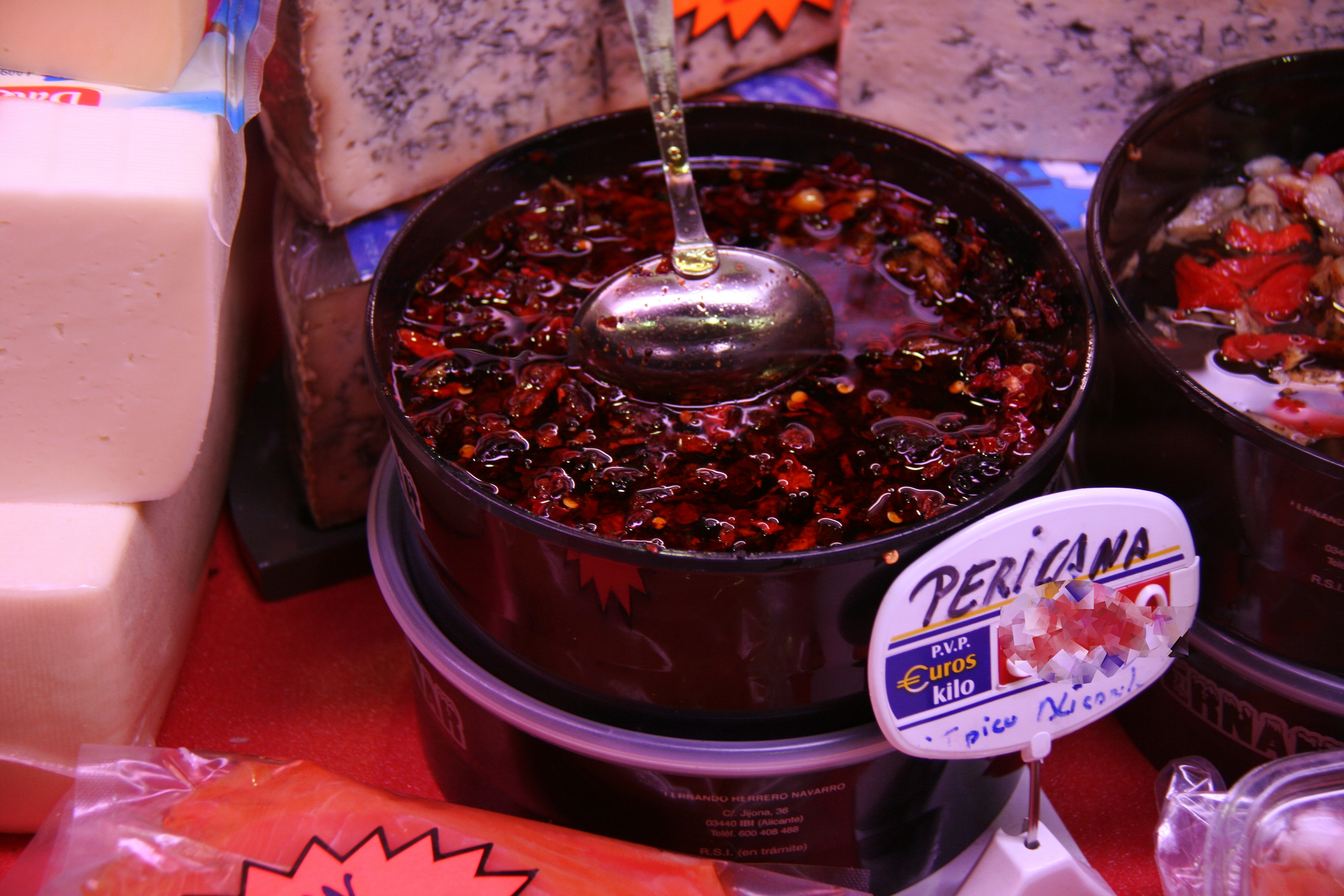
Una muestra de mercado de la salsa pericana.

La pericana (denominada también como pelicana y en Elche «pipes i carasses») es una salsa típica de la cocina de la provincia de Alicante, concretamente de Alcoy y su comarca, que emplea una mezcla de aceite de oliva y pimientos secos además de una variedad de pescado en salazón denominado capellanes. Suele emplearse untada en tostadas, como condimento y a veces como guarnición de ciertos platos. Su contenido y la forma de servir hace que aparezca a menudo como una ensalada de salazones. 

## Características
El ingrediente principal son los capellanes en salazón que son asados al fuego (en algunas ocasiones se emplea mollas del bacalao) y se desmigan en pequeños trozos que participarán en la salsa con abundante aceite de oliva, a veces se emplea un pimiento rojo asado ligeramente previamente en la sartén (en otras ocasiones se emplea tomate seco o incluso pimientos secos "cuarnets"), cebollas finamente picadas y abundante aceite de oliva, ajo  cortado en laminas y cebollino (o en su defecto perejil) . Se suelen tomar esta salsa con habas verdes y en algunos casos con platos de pescados. En la zona sur (Elche) se suele sustituir el pimiento por ñoras.